# Mīkhrān
Mīkhrān (persiska: ميخران) är en ort i Iran.   Den ligger i provinsen Mazandaran, i den norra delen av landet, 110 km nordost om huvudstaden Teheran. Mīkhrān ligger 120 meter över havet och antalet invånare är 697.
Terrängen runt Mīkhrān är platt åt nordost, men åt sydväst är den kuperad. Terrängen runt Mīkhrān sluttar norrut.Runt Mīkhrān är det ganska tätbefolkat, med 149 invånare per kvadratkilometer. Närmaste större samhälle är Āmol, 5,2 km nordost om Mīkhrān. I omgivningarna runt Mīkhrān växer i huvudsak blandskog.